# Libije Sever
Libije Sever († 5. kolovoza 465.) od 461. do 465. rimski car Zapadnog Rimskog Carstva.
Odakle dolazi Libije Sever nije poznato. 461. ga je nakon smaknuća Majorijana proglasio carem vojni zapovjednik (magister militum) Ricimer, koji je praktično bio vladar Zapadnog Rimskog Carstva. 
Leon I., car Istočnog Rimskog Carstva, kao i vojskovođa u Galiji Aegidius ga nisu nikada priznali. Aegedus je stvorio vlastito carstvo u sjevernoj Galiji, dok su Vandali iz sjeverne Afrike pljackali obalu Italije. Libije Sever koji nikada nije bio više od sjene jednog cara umro je 5. kolovoza 465., najvjerojatnije otrovan od Ricimera.
| Prethodnik: | Rimski carevi (461. – 465.) | Nasljednik: |
| Majorijan   | Rimski carevi (461. – 465.) | Antemije    |

### Ostali projekti
|  | Zajednički poslužitelj ima još gradiva o temi Libije Sever |